# Aplanat

Układ soczewek aplanatu

Aplanat – obiektyw fotograficzny opracowany w 1866 roku w zakładach Carl August Steinheil & Söhne w Monachium, składał się z dwóch dubletów achromatycznych ustawionych symetrycznie wobec apertury. Jego projektantem był Hugo Adolf Steinheil.
Użycie dwóch symetrycznych dubletów pozwoliło na wyeliminowanie większości wad optycznych – aberracji sferycznej, aberracji chromatycznej, komy i dystorsji).
Zaprojektowany przez Steinheila, budowany był w trzech podstawowych wersjach jako obiektyw pejzażowy (f/10, kąt widzenia ±30°), szerokokątny (f/18, kąt widzenia ±45°) i portretowy (f/3,5, kąt widzenia ±12°).
W tym samym czasie kiedy Steinheil wprowadził do sprzedaży swój obiektyw, na rynku pojawił się niemalże identyczny obiektyw Rapid Rectilinear zaprojektowany przez Johna Dallmeyera. Obie strony oskarżały się wzajemnie o skopiowanie obiektywu, dyskusja na ten temat przybierała nieraz bardzo gorący ton, obaj wynalazcy publikowali artykuły w prasie naukowej udowadniając swoje pierwszeństwo. Najprawdopodobniej jednak obu wynalazków dokonano niezależnie i prawie jednocześnie, Steinheil był najprawdopodobniej szybszy o kilka tygodni.
Obiektywy tego typu szybko zyskały znaczną popularność i były produkowane w wielu odmianach i wielu krajach pod różnymi nazwami takimi jak: Aplanascope, Aplanatic, Aristoplanat, Aristoscope, Berytaplanat, Biplanat, Eidoscope, Euryscope, Grossa, Lamprodynast, Leucograph, Lynkeioscope, Monoplast, Orthoscope, Panorami, Pantoscope, Paraplanat, Perigraphic, Planatograph, Platystigmat, Polynar, Rectigraph, Rectilinear, Rectiplanat, Sphariscope, Symmetrical, Universal, Versar czy Voltas.
Obecnie aplanat to obiektyw wolny od komy, niezależnie od swojego już historycznego pierwowzoru może to być obiektyw o innej budowie i innej liczbie elementów optycznych.